# Arrowhead Range
Die Arrowhead Range ist ein 32 km langer Gebirgszug im ostantarktischen Viktorialand. In den Southern Cross Mountains liegt sie unmittelbar nördlich des Cosmonaut-Gletschers und westlich des Aviator-Gletschers.
Der United States Geological Survey kartierte sie anhand eigener Vermessungen und mithilfe von Luftaufnahmen der United States Navy zwischen 1960 und 1964. Das Advisory Committee on Antarctic Names benannte sie nach der Form ihres östlichen Endes, das an eine Pfeilspitze (englisch arrowhead) erinnert.